# تودا بوعناني
تودا بوعناني (مواليد 1966, الرباط)، هي فنانة مغربية بصرية ومصورة فيديو. في عام 2003، فازت بالجائزة الأولى في مهرجان المحمدية دي فيد إرمو بروفيشنيل.

## الحياة
عندما كانت طالبة في مدرسة الفنون الجميلة في بوردو، غالبا ما تحدثت عن عمل والدها أحمد بوعناني. قدمت لو ميراج، الفيلم الطويل الوحيد لوالدها، في إتش إس في نسخته الأصلية. أطلقت على جميع الأصوات العيش باللغة الفرنسية، وقراءة الترجمة التي أدلى بها والدها على الورق.
في عام 1993، مزجت نصوصها الخاصة مع نصوص جورج بي أوركريك، خورخي لويس بورخيس، فرناندو بيسوا، وأحمد بوعناني في مقاطع الفيديو. من عام 2011، كانت الوصي على أرشيف الأسرة والنصوص غير المنشورة. أنتجت عرض شرائح حيث تقدم عملها الخاص وعمل الحفظ، أرشفة ونشر تراث الأسرة. من الأرشيف، أنتجت شظايا دي إم في عام 2014.
في عام 2016، شاركت في بينالي الفنون في مراكش. في عام 2020، تودا بوعناني، مع مايا وابادي وأطلقت إل إرما مورين امرأة وعربية و مخرجة أفلام. هذا مشروع بحثي لإعادة كتابة نسوية وإنهاء الاستعمار لتاريخ السينما. يركز المشروع على دراسة النصوص والكتابات وأعمال المخرجات الراديكاليات من 1960 و 1970، في شمال أفريقيا.

## ضبط استنادي: وطنيةمكتبة الكونغرس (LCNAF)فيلموغرافيا
- كونتي دي لا إرمني إرمي نوي, 1993
- تاريخ واحد نقي1993
- الخيال، 5 دقائق، 1997
- بو أوشمي دامور-نا أوشما, 2012
- شظايا دي إم، 20 دقيقة، 2014
- أوني أوديسي أوشي، بالتعاون مع مالك نجمي، 2015